# Сельський Роман Юліанович
Се́льський Рома́н Юліанович (21 травня 1903, Сокаль — 3 лютого 1990, Львів) — український художник-імпресіоніст.

## Життєпис
Родом із Сокаля (Галичина). Син правника, перекладача Юліана Сельського та його дружини Юлії Штекель (нім. Stöckel).
Через постійні зміни місця праці батька сім'я часто переселялася, урешті-решт зупинилися у Львові. Батько хотів, щоб син став юристом, але під час навчання в гімназії Роман зустрів учителя Леона Довжицького, який першим помітив юний талант і зрозумів, що йому дорога у мистецтво.
Одного разу друзі привели його до відомого на той час уже Олекси Новаківського. Пізніше Сельський приносив йому картини на корекцію, став його учнем.
З 18 років вчиться у рисувальному класі при Львівській мистецько-промисловій школі. 1922 року (19 років) вступає до Краківської академії мистецтв, до майстерні професора Юліана Мегоффера, через два роки — до майстерні професора Юзефа Панькевича.
1925 року їде до Парижа. Там познайомився і потоваришував із Миколою Глущенком. 1926 року одружився з львівською художницею Маргіт Райх. Їде з нею у весільну подорож на Корсику.
Член АНУМ і учасник її виставок; морські («Порт», «Море», «Рибальська гавань») і гірські (серія з Чорногори, 1969—1971) пейзажі; портрети; натюрморти.
Співзасновник і перший голова (1929—1930) мистецького угрупування «Артес».
На творчості відбилися тогочасні модерні течії європейського мистецтва, особливо сюрреалізм. Окрім того, в творчості Р. Сельського помітні впливи абстракціонізму, особливо це стосується пізньої творчості художника.
Його картини є в колекціях Київського, Львівського і Варшавського музеїв.
З 1947 — викладач Львівського інституту прикладного та декоративного мистецтва.

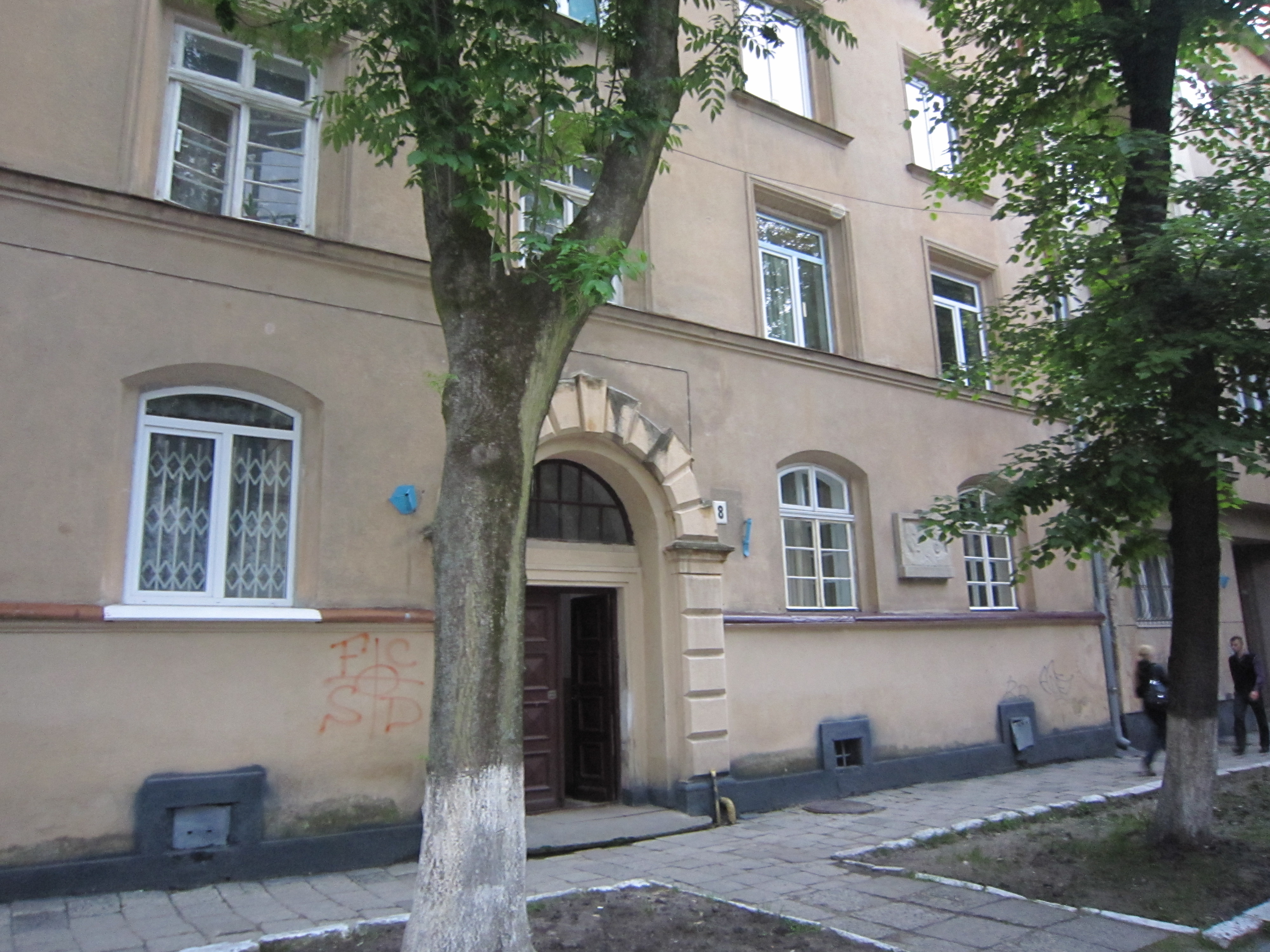
Будинок Сельських у Львові

Меморіальна дошка на честь Романа і Маргіт (Марії) Сельських

Був двічі одруженим. Перша дружина — Марґіт Райх, друга — Аґнес Бачинська (з 1982 року), дітей не мав.

### Вибрані твори
- Натюрморт із книжкою. 1926 р.
- Натюрмот з каталогом радянської виставки. 1926 р.
- Зима. 1929 р.
- Порт в Гелі. 1930 р.
- На узбережжі Геля. 1932 р.
- Двері. 1932 р.
- Човни в Гелі. 1936 р.
- Натюрморт.1944 р.
- Натюрморт з мандоліною. 1944 р.
- На львівських околицях. Полотно, олія. 1945
- Повалені смереки. 1960 р.
- Дзембронський натюрморт.1965 р.
- Хащі. 1968 р.
- Натюрморт. 1968 р.
- Бурелом. 1968 р.
- На веранді. 1970 р.
- Чорногора. 1972 р.
- Гуцульський інтер'р. 1975 р.
- На пляжі. 1976 р.
- Жовта фіранка. 1976 р.
- Мушлі. 1978 р.
- Кримське вікно. 1981 р.
- Квіти в Дземброні 1983 р.
- Натюрморт зі свічником. 1983 р.
- Карпатський пейзаж. р. невідомий

### Публікації про художника
- Роман Сельський» (упорядники: Тарас Лозинський, Ігор Завалій; макет: Андрій Кісь; редактор: Анна-Марія Волосацька; репродукція: Андрій Кісь), НТ ім. Т. Шевченка, Інститут колекціонерства, 2005, альбом.